# Santa Victòria de Sauleda
Santa Victòria de Sauleda és un monument del municipi de Santa Coloma de Farners (Selva) inclòs en l'Inventari del Patrimoni Arquitectònic de Catalunya.

## Descripció

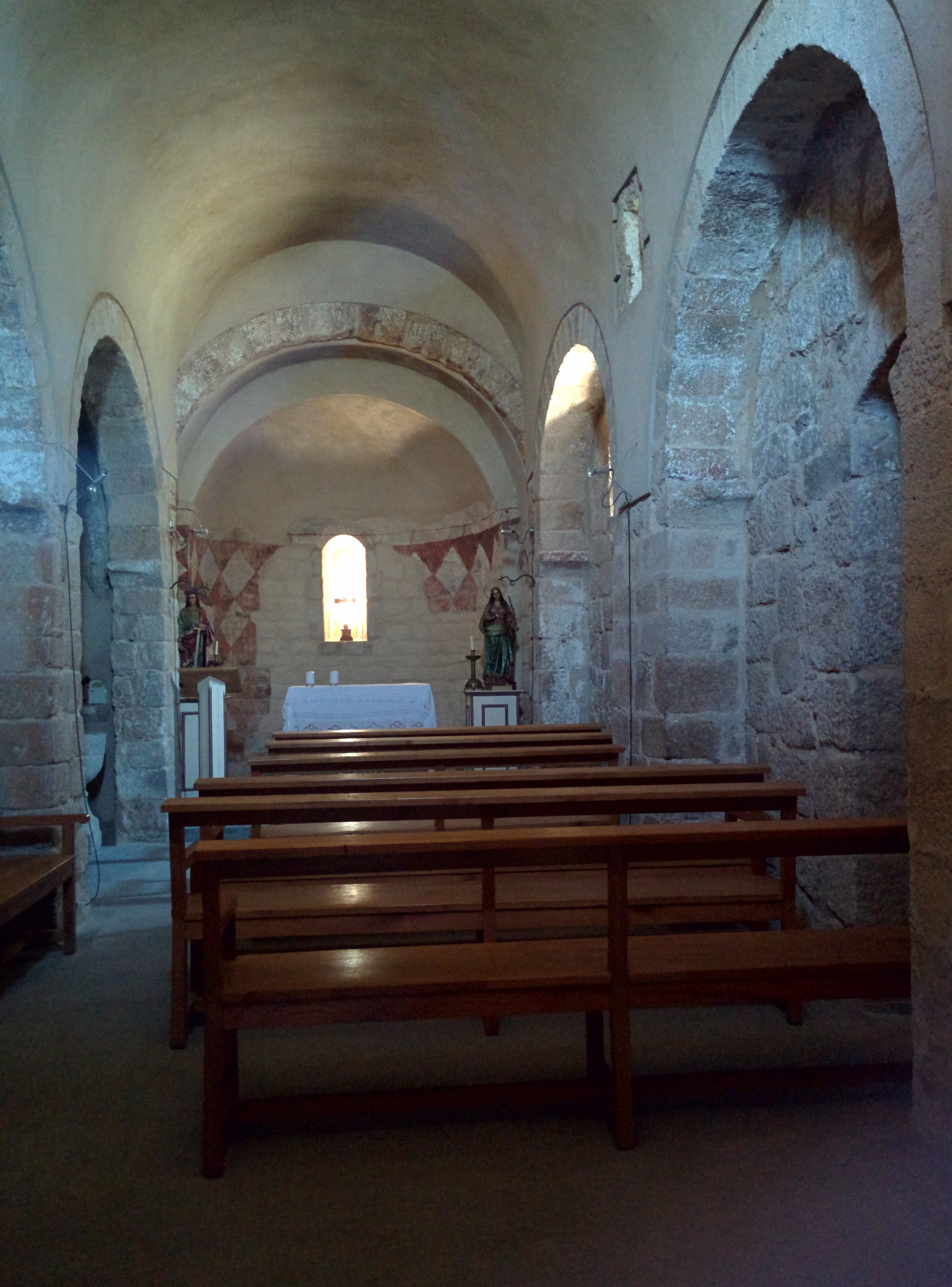

L'església és d'una sola nau de deu metres de llargada per tres d'amplada acabada amb un absis semicircular orientat a llevant. La coberta és de volta de canó i l'arc presbiterial queda parcialment amagat. Això respon probablement a una ampliació de la primitiva església que inicialment només ocupava l'espai de la capçalera. Un temps després es tornà a prolongar la nau i s'obrí l'actual entrada. Al costat de migdia es veu encara la porta original tapiada. A la banda nord s'obre una capella d'estil gòtic de planta quadrangular coberta amb volta de creuaria. L'absis conserva encara restes de pintures al fresc amb motius geomètrics.
Els murs són de carreus més o menys regulars. A l'exterior l'absis presenta arcuacions llombardes en sèrie de tres separades per lesenes i, a la part central, s'obre una finestra d'arc de mig punt de doble esqueixada. La façana principal té una porta dovellada amb arc de mig punt i al damunt una finestra també de mig punt. L'espadanya de dos ulls amb arc de mig punt, corona el conjunt. Al costat dret s'ha arranjat el cementiri i s'ha vallat amb una tanca de ferro. Es manté com a clos tancat tot i haver-se suprimit la seva funció inicial. Una part està pavimentada amb lloses de pedra provinents de l'interior del temple i a la resta hi ha herba i quatre xipresos.
La coberta és de teula àrab vella, col·locada sobre el seu perimetre damunt una senzilla cornisa lineal de pedra de Santa Coloma.
A l'interior, es va enderrocar l'antic cor de fusta que havia estat afegit a la nau. Les parets són de pedra i remolinat amb morter de calç tenyida. A l'absis, hi ha una franja amb restes de pintures de caràcter geomètric a mitjana alçada de l'intradós de l'absis. El paviment de l'interior està format per lloses de pedra de Sant Vicenç.

## Història
El lloc de Sauleda o Elzeda apareix documentat en un privilegi de l'any 886, però l'església es va edificar un segle més tard. L'any 1167 el bisbe de Girona, Guillem de Peratallada, la va donar al monestir de Sant Pere Cercada i el 1198 el papa Innocenci III va confirmar la donació.